# Gnaphale blanc jaunâtre
Pseudognaphalium luteoalbum
Espèce
Statut de conservation UICN

 LC  : Préoccupation mineure
Le Gnaphale blanc jaunâtre, appelé aussi cotonnière blanc jaunâtre (Pseudognaphalium luteoalbum), est une espèce de plantes à fleurs de la famille des Astéracées (ou Composées), autrefois classée dans le genre Gnaphalium, appartenant aujourd'hui au genre Pseudognaphalium, dont il est l'espèce la plus répandue. Comme les gnaphales, et plus généralement toutes les plantes appelées « cotonnières », il est remarquable par son abondante pilosité blanche et cotonneuse (tige et feuilles). Les fleurs sont groupées en petits capitules ovoïdes eux-mêmes rassemblés en capitules.

## Synonymes
- Helichrysum luteoalbum
- Laphangium luteoalbum
- Gnaphalium luteoalbum

## Liste des variétés et des sous-espèces
Selon NCBI (15 juillet 2013) :
- Gnaphalium luteoalbum var. compactum

Selon Tropicos (15 juillet 2013) :
- Pseudognaphalium luteoalbum subsp. affine (D. Don) Hilliard & B.L. Burtt

## Écologie et habitat
La plante est présente dans toute l'Europe occidentale jusqu'au sud de la Suède, mais poussant de préférence dans les régions méridionales.
En France, elle est rare au nord de la Seine. Elle apprécie les terrains sablonneux moyennement ensoleillés, plutôt humides.
- Floraison : de mai-juin à septembre
- Pollinisation : entomogame, autogame
- Dissémination : barochore

## Morphologie générale et végétative
C'est une plante herbacée annuelle petite à moyenne à poils blancs cotonneux, à tiges ramifiées à la base et érigées. Les feuilles sont alternes, oblongues à linéaires, cotonneuses sur les deux faces, à bord légèrement enroulé.

### Morphologie florale
L'inflorescence est en groupe de petits capitules ovoïdes comportant chacun de nombreuses fleurs minuscules (jusqu'à 40 fleurs par capitule). L'involucre de bractées est membraneuses, blanches ou jaunâtres, ovales à lancéolées. Les fleurs sont toutes tubulées jaunes (les fleurs périphériques sont souvent rouges).

### Fruits et graines
Les fruits sont des akènes.

## Statuts de protection, menaces
L'espèce n'est pas encore évaluée à l'échelle mondiale et européenne par l'UICN. En France, elle est classée comme non préoccupante .
Toutefois l'espèce est considérée en danger (EN) en Lorraine, Champagne-Ardenne, Bourgogne, Alsace, Île-de-France, Auvergne et Rhône-Alpes ; comme vulnérable (VU) en Picardie, Franche-Comté et Limousin.
Cette plante est protégée dans le Nord-Pas-de-Calais et en Picardie.